# Беккер, Александр Александрович
Александр Александрович Беккер — советский хозяйственный деятель, организатор сельскохозяйственного производства, Герой Социалистического Труда.

## Биография
Член ВКП(б) с 1959 года.
Из немцев Поволжья. Родился в селе Романовке Рубцовского района Алтайского края. После окончания школы всю свою жизнь, начиная с 1938 года, работал в родном селе в колхозе «Страна Советов», в 1939-1951 шофёр, с 1953 бригадир комплексной бригады. Окончил агрономическое отделение сельскохозяйственного техникума.
Указом Президиума Верховного Совета СССР от 31 декабря 1961 года присвоено звание Героя Социалистического Труда с вручением ордена Ленина и золотой медали «Серп и Молот».
Избирался депутатом Верховного Совета СССР 6-го созыва.
Умер в селе Романовка 20 июня 1978 года.